# Псоровые
Псоровые (лат. Psoraceae)  — семейство лихенизированных грибов порядка Леканоровые. Впервые семейство описал австрийский ботаник и лихенолог Александр Цальбрукнер в 1898 году. Представители семейства имеют довольно широкое распространение.

## Описание
Слоевище накипное до чешуйчатого, часто подушковидное, белое, красноватое до коричневого, развивается на каменистом субстрате или на почве.
Апотеции сидячие или погружённые, плоские, но чаще выпуклые, светлые до чёрных, часто с налётом. Парафизы нераздвоенные или слабо развлетвлённые. Сумки содержит 8 спор. Споры одноклеточные, эллипсоидные, бесцветные, без желатиновой оболочки.

## Роды
Согласно базе данных Catalogue of Life на июль 2022 года семейство включает следующие роды:
- Brianaria S. Ekman et M. Svensson, 2014
- Eremastrella S. Vogel, 1955
- Glyphopeltis Brusse, 1985
- Protoblastenia (Zahlbr.) J. Steiner, 1911 — Протобластения
- Protomicarea Hafellner, 2001 — Протомикарея
- Psora Hoffm., 1796 — Псора
- Psorula Gotth. Schneid., 1980 — Псорула